# Oleko Dundič
Oleko Dundič (Олеко Дундич) è un film del 1958 diretto da Leonid Davidovič Lukov.